# Benz (automerk)

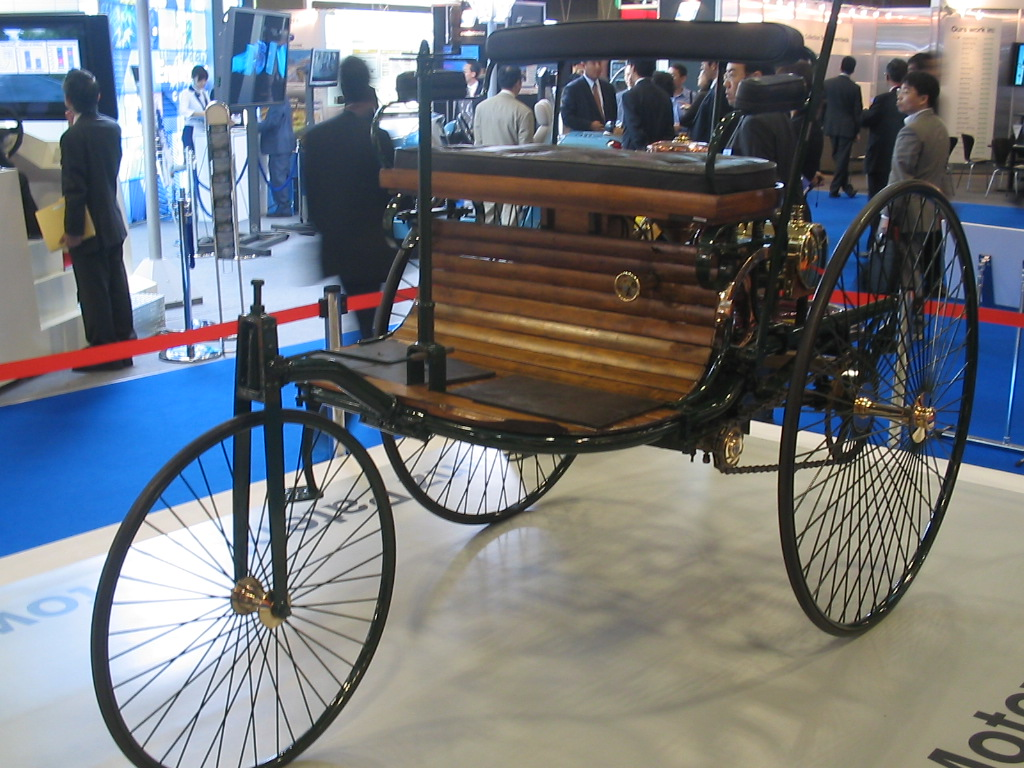
Benz' eerste auto, de Benz Patent Motorwagen, tevens de eerste auto ter wereld

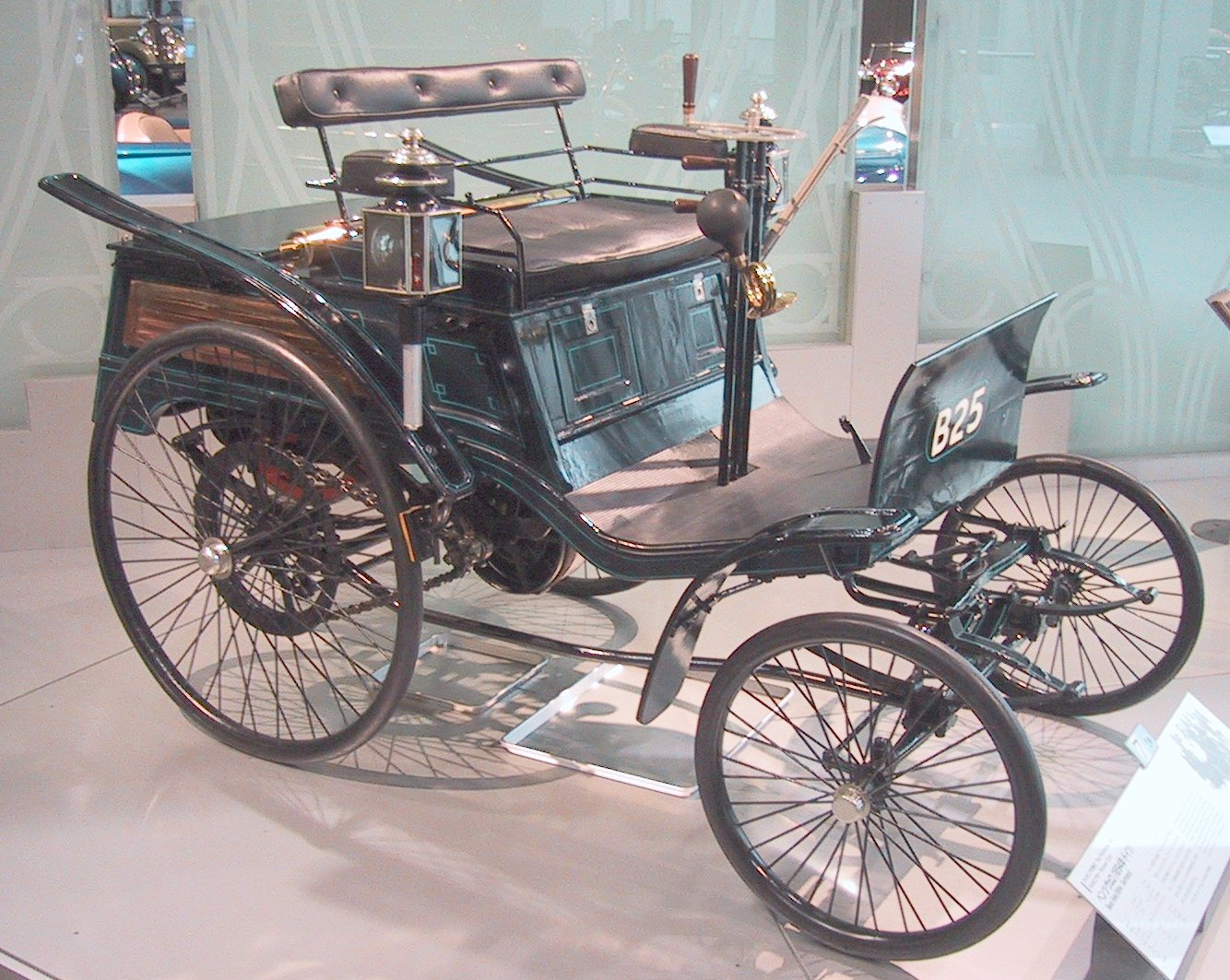
Benz Velo uit 1894

Benz was een Duitse autofabrikant die tussen 1885 en 1926 auto's maakte.

## Geschiedenis
Benz was het merk waaronder Carl Benz auto's bouwde. Benz was de eerste autoproducent ter wereld en bouwde zijn eerste voertuig in 1885. Hij patenteerde zijn motorwagen in 1886 en deed zijn eerste proefrit in juli van dat jaar.
Benz' vrouw Bertha was 's werelds eerste automobilist. Haar man beperkte zich tot proefritjes, maar Bertha vond dat er meer nodig was en maakte de eerste rit van A naar B. Op 5 augustus 1888 trof Carl een briefje aan op de keukentafel: Bertha ging op bezoek bij haar moeder, samen met haar zoons Eugen (15) en Richard (13). In de werkplaats bleek "motorwagen nummer drei" te ontbreken. De rit van Mannheim naar Pforzheim (zo'n 100 km) heeft ongeveer zestien uur geduurd. De gemiddelde snelheid lag daarmee net boven de zes kilometer per uur. Afgezien van het feit dat Bertha's moeder niet thuis bleek, was de rit een groot succes en leverde veel publiciteit op voor de firma Benz. De route is sinds 2008 bewegwijzerd als Bertha Benz Memorial Route.
Bertha was een vindingrijke vrouw en dat was maar goed ook, want autorijden was in 1888 anders dan nu. Ze ontstopte onderweg de brandstofleiding met haar hoedenspeld, isoleerde de bougiekabel met haar jarretelle, liet de houten remblokken bij de plaatselijke schoenmaker bekleden met leer (en is daarmee uitvinder van de remvoering) en bedacht dat ze een andere overbrengingsverhouding nodig had om hellingen te beklimmen (en stond daarmee aan de wieg van de versnellingsbak). Ze moest op zoek naar brandstof (ligroïne oftewel vlekkenwater, nog steeds te koop onder de naam wasbenzine) en vond een apotheek in Wiesloch, die daarmee het "eerste tankstation ter wereld" werd.
Drie dagen later reden Bertha en haar zoons terug naar huis, via een andere route, met minder hellingen.
Na dit initiële succes werd Benz de eerste autoproducent ter wereld, toen hij de min of meer gestandaardiseerde Benz Victoria op de markt bracht. Deze auto werd door verschillende andere autofabrikanten in licentie geproduceerd. Een jaar later kwam de Benz Velo uit. Benz bleef te lang teren op zijn succes en uitvinding en tegen 1900 kwam het merk in problemen. Mede door de ontwikkeling van de Blitzen-Benz, een racewagen, wist men het imago wat op te vijzelen. Desondanks werd het in Duitsland moeilijk om het hoofd boven water te houden.

## Fusie
De firma van Carl Benz fuseerde in 1926 met Daimler Motoren Gesellschaft van Gottlieb Daimler tot Daimler-Benz. De merken Benz en Mercedes smolten samen tot Mercedes-Benz.